# Saccharomyces cerevisiae
Saccharomyces cerevisiae spada med kvasovke. Kvasovke so netaksonomska kategorija gliv, definirana z ozirom na morfološke in fiziološke značilnosti. So filogenetsko različna skupina mikroorganizmov in pripadajo dvem glavnim taksonom, in sicer deblu Ascomycota in Basidiomycota. 
Saccharomyces cerevisiae spada v carstvo Eukarya, kraljestvo Fungi, deblo Ascomycota, razred Saccharomycetes, red Saccharomycetales, družina Saccharomycetaceae. S. cerevisiae se razmnožuje spolno in nespolno. Nespolno razmnoževanje poteka z brstenjem. Pri spolnem razmnoževanju S. cerevisiae se askospore razvijajo v golih nezaščitenih askih, in sicer na različne načine (). 
Askospore so sferodine in gladke. Askusi so lahko sferični ali elipsoidni. Celice so po navadi sferične, do rahlo sferične, 5 – 12 x 5 – 12 μm, občasno tudi elipsoidne do cilindrične, 5 – 20 (-30) x 3 – 9 μm.  Rast na trdni površini ima svoje značilnosti. Kolonije so po obliki okrogle, robovi kolonij so gladki. Površina kolonije je gladka, profil kolonije je izbokel do visoko izbokel (blazinaste). Ustroj kolonije je mazav. V tekočem gojišču je rast motna, opazimo sedimentacijo in flotacijo celične mase. Sedimentacija je granulirana. Kvasovke so  sposobne asimilacije in fermentacije različnih vrst saharidov. Zmožne so anaerobne in aerobne rasti. Optimalna rast Saccharomyces cerevisiae je med 33 in 35 °C v mediju s 10 do 30 % glukoze. Minimalna temperatura, kjer raste Saccharomyces cerevisiae, je 4 °C ob 10 % glukoze. Pri 50 % glukoze je minimalna temperatura rasti 13 °C (). Juven in sodelavci (1978) so dokazali, da lahko S. cerevisiae v glukoznem mediju in nevtralnem pH raste pri aw 0,89. 
Prav tako je S. cerevisiae zmožna rasti pri pH 1,6.  V prisotnosti kisika lahko oksidirajo sladkorje z respiracijskim sistemom v mitohondrijih (). Zmožne so pretvoriti sladkor v etanol in ogljikov dioksid (CO2). Ker kisik ni vpleten v proces pretvorbe, ta praktično poteka pri anaerobnih pogojih. Obenem se etanol lahko pojavlja kot stranski proizvod metabolizma tudi v primerih aerobnega procesa ob zadostni količini sladkorjev v mediju. V okolje se izločajo številni encimi in metaboliti, ki spreminjajo delovno okolje kvasovk v njem neugodno. Ko je okolje spremenjeno bodisi zaradi akumulacije izločkov iz celice, se rast ustavi. Stacionarna faza lahko traja poljubno dolgo, odvisno od agresivnosti medija, nato pa avtolitični procesi razgradijo kvasovke ().